# بریجتاون (اوهایو)
بریجتاون (به انگلیسی: Bridgetown) یک منطقهٔ مسکونی در ایالات متحده آمریکا است که در شهرستان همیلتون، اوهایو واقع شده‌است. بریجتاون ۱۱٫۲ کیلومتر مربع مساحت و ۱۴٬۴۰۷ نفر جمعیت دارد و ۲۷۴٫۳۲ متر بالاتر از سطح دریا واقع شده‌است.